# Siesta-Kissen
Das Siesta-Kissen oder auch Siesta-Reisekissen war ein Element der Eisenbahn-Reisekultur zwischen den beiden Weltkriegen. Zur Verbesserung des Reisekomforts konnten sich Bahnreisende in Zügen der Deutschen Reichsbahn am Anfangsbahnhof ein in Papier verpacktes Kissen für eine Reichsmark mieten, das sie am Zielbahnhof wieder abgaben. Dieses Angebot, das von der Siesta GmbH eingeführt wurde, richtete sich vorrangig an Reisende, die in der dritten Klasse Holzsitze vorfanden.

## Deutschland
Für das Ausgeben und Einsammeln der Siesta-Kissen wurden kleine Wagen mit dem Schriftzug SIESTA (ähnlich den Gepäckwagen) über die Bahnsteige geschoben. Auf historischen Aufnahmen mit Bahnsteigszenen aus den 1920er und 1930er Jahren kann man diese Wagen gelegentlich finden.
Im Bildband Eisenbahn-Brennpunkt Berlin ist eine Aufnahme aus den 1930er Jahren wiedergegeben, in dem ein derartiger Kissen-Wagen vor einem 3.-Klasse-Schnellzug-Wagen zu sehen ist. Das Bild (90) auf Seite 56 ist wie folgt beschrieben: „Reiseverkehr im Sommer – Züge nach dem Süden gingen vom Anhalter Bahnhof ab; rechts die berühmten Siesta-Kissen.“ Der Kissen-Wagen auf dem Bild trägt bereits das Schild Mitropa-Reisekissen.
Das Unternehmen firmierte zunächst laut dem Eintrag im Berliner Adressbuch 1924 unter dem Namen SIESTA Erholungsstätten Gesellschaft mbH in Berlin NW 52, Spenerstraße 8. Im Adressbuch 1926 ist die Firma als SIESTA Gesellschaft für Reiseerleichterungen mbH in Berlin-Charlottenburg, Rognitzstraße 8 eingetragen. Letztmals ist die Firma im Adressbuch 1929 verzeichnet.
Der Vertrieb der Reisekissen wurde 1928 von der Mitropa übernommen, die auch die Speise- und Schlafwagen bewirtschaftete. Nach der Übernahme hat die Mitropa den ursprünglichen Namen Siesta-Kissen durch ihren eigenen Namen Mitropa-Reisekissen ersetzt. Ein Mitropa-Abteilzettel aus dem Jahr 1929, der für das Speisewagenangebot warb, wies auch auf die Ausgabe von Mitropa-Reisekissen durch das Speisewagenpersonal hin.
In späteren Quellen aus den 1930er Jahren taucht nur noch der Begriff Mitropa Reisekissen auf, ebenso in einer Übersicht zur Geschichte der Mitropa. Der Name Siesta-Kissen hat sich aber noch längere Zeit im Sprachgebrauch bei den Bahnreisenden der 1930er Jahre behaupten können.
Die Herstellerfirma von Zubehör für Modelleisenbahnen Kibri hatte von 1929 bis 1935 Blechwagen mit kleinen Stoffkissen und dem Siesta-Schriftzug im Lieferprogramm.
In der Nachkriegszeit bestand in Deutschland durch die Abschaffung der Holzsitze im Rahmen der Neuordnung bei den Wagenklassen kein Bedarf mehr für die Vermietung von Reisekissen. Der Verleih-Service wurde nicht wieder aufgenommen.

## Ausland
Von der oben genannten Firma Kibri gab es auch einen Siesta-Kissen-Wagen für den französischen Markt mit der Aufschrift OREILLERS (auf Deutsch: Kopfkissen). Es muss also in Frankreich einen ähnlichen Service gegeben haben.
In anderen Ländern ist der Verleih eingeschweißter Kissen für Fahrgäste, vor allem im Nachtverkehr, noch heute bei manchen Bahngesellschaften üblich, unter anderem bei Amtrak.